# Grażyna Sztark
Grażyna Anna Sztark (ur. 17 grudnia 1954 w Czaplinku) – polska polityk, samorządowiec i administratywistka. W 1998 wojewoda koszaliński, senator VII, VIII i IX kadencji, w latach 2010–2011 wicemarszałek Senatu VII kadencji.

## Życiorys
Ukończyła w 2000 studia zawodowe z zakresu administracji w Bałtyckiej Wyższej Szkole Humanistycznej w Koszalinie.
Pracę zawodową rozpoczęła w 1974. Była zatrudniona w Zakładzie Obrotu Artykułami Przemysłu Lekkiego w Koszalinie, a następnie w latach 1986–1991 w Wojewódzkim Zakładzie Weterynarii w Koszalinie. W okresie 1991–1992 pracowała w Wydziale Spraw Obywatelskich Urzędu Wojewódzkiego w Koszalinie. W latach 80. działała w NSZZ „Solidarność”. W latach 1992–1998 była przewodniczącą zarządu Regionu Koszalińskiego NSZZ „Solidarność”. Była również radną Białogardu (1990–1994).
W gabinecie Jerzego Buzka w 1998 pełniła funkcję wojewody koszalińskiego. Po odejściu z rządu zajmowała stanowisko głównego specjalisty w Wojewódzkim Urzędzie Pracy w Szczecinie. W latach 2006–2007 była naczelnikiem Wydziału Zamiejscowego Wojewódzkiego Urzędu Pracy w Szczecinie, Oddział w Koszalinie. Od 1998 do 2002 zasiadała w sejmiku zachodniopomorskim, a przez kolejne cztery lata w radzie powiatu białogardzkiego.
Była związana z Akcją Wyborczą Solidarność (należała do Ruchu Społecznego AWS), następnie przystąpiła do Platformy Obywatelskiej. W wyborach parlamentarnych w 2001 z ramienia Bloku Senat 2001 bez powodzenia kandydowała do Senatu, a w wyborach w 2005 z listy PO do Sejmu. W 2006 ponownie uzyskała mandat radnej sejmiku, funkcję tę pełniła do 2007. Została także przewodniczącą rady powiatowej Platformy Obywatelskiej w Białogardzie.
W wyborach parlamentarnych w 2007 z ramienia PO została wybrana na senatora VII kadencji w okręgu koszalińskim, otrzymując 92 881 głosów. 17 listopada 2010 została wybrana na wicemarszałka Senatu.
W wyborach w 2011 z powodzeniem ubiegała się o reelekcję, w nowym okręgu jednomandatowym dostała 44 974 głosy. W 2015 została ponownie wybrana na senatora, otrzymując 38 861 głosów. W 2019 założyła w wyborach do Senatu własny komitet (w konkurencji do kandydata Koalicji Obywatelskiej), w związku z czym pod koniec sierpnia została senatorem niezrzeszonym (formalnie pozostając w PO); w wyniku głosowania nie została ponownie wybrana. W 2024 z listy KO kandydowała na radną powiatu.

## Odznaczenia
W 2011 odznaczona Krzyżem Wolności i Solidarności.